# Sobików (gmina)
Sobików – dawna gmina wiejska istniejąca w latach 1952–1954 w woj. warszawskim (dzisiejsze woj. mazowieckie). Siedzibą gminy był Sobików.
Gmina została utworzona w dniu 1 lipca 1952 roku w woj. warszawskim, w nowo powstałym powiecie piaseczyńskim, z części gmin Kąty i Wągrodno. W dniu powołania gmina składała się z 14 gromad.
Gmina została zniesiona 29 września 1954 roku wraz z reformą wprowadzającą gromady w miejsce gmin. Jednostki nie przywrócono 1 stycznia 1973 roku po reaktywowaniu gmin.